# Groenewoud (Putten)
Groenewoud is een boerderij met een monumentaal voorhuis op het landgoed de Berencamp nabij de plaats Nijkerk in de Nederlandse gemeente Putten.

## Beschrijving
Hoewel het landgoed de Berencamp grotendeels in de gemeente Nijkerk ligt, behoort een klein deel van het landgoed - aan de Hardenbergerweg - tot de gemeente Putten. In dit deel van het landgoed ligt de in 1853 gebouwde boerderij Groenewoud. Het voorhuis dateert uit deze periode. Het achterhuis is in 1971 gedeeltelijk vernieuwd. De voorgevel aan de zuidwestzijde is symmetrisch vormgegeven. Het middengedeelte van de voorgevel steekt vooruit ten opzichte van de rest van de gevel. In dit geveldeel bevinden zich twee grote samengestelde vensters op de benedenverdieping. De onderste delen van de vensters zijn voorzien van houten luiken in de kleuren blauw en wit. De bovenste delen zijn boogvormig en worden bekroond met segmentbogen. De verdieping telt drie boogvensters met het grootste venster in het midden. Ook deze vensters worden bekroond met segmentbogen. Tussen beide verdieping is een naambord met Groenewoud aangebracht. Aan beide zijkanten van de voorgevel bevinden zich op de benedenverdieping soortgelijke vensters als in het middendeel. De bruinrood gekleurde segmentbogen zijn gedecoreerd met witte sluit- en aanzetstenen. De boerderij heeft als overkapping een overhangend zadeldak met wolfseinden.
Een opvallend onderdeel van het interieur is de originele betegelde schouw.
Het gebouw is erkend als rijksmonument vanwege de vormgeving, de ouderdom en als karakteristiek onderdeel van de buitenplaats de Berencamp. Ook het bij de boerderij behorende bakhuis is erkend als rijksmonument.